# Antea
Antea (en griego, Άνθια) es el nombre de una antigua ciudad griega de Mesenia. 
Se trataba de una de las siete ciudades mesenias que, según narra Homero en la Ilíada, fueron ofrecidas por Agamenón a Aquiles a cambio de que este depusiera su ira. De ella se dice, a modo de  epíteto, que era «de exuberantes prados».
Pausanias comentaba que algunos identificaban la ciudad de Antea con Turia. Estrabón, además de recoger esta posibilidad, mencionaba que había otro sector de opinaba que debía identificarse con Ásine. Los estudiosos actuales consideran más probable la primera posibilidad.
Antea también fue la esposa de Preto de Tirinto.